# تاريخ الإحصاء
تاريخ علم الإحصاء ترجع البدايات الأولى لعلم الإحصاء إلى منتصف القرن الثامن عشر حيث ظهر مصطلح statistics باللغة الألمانية في عام 1749.
نشأ مصطلح الإحصاء بالمفهوم الحديث في ألمانيا عام 1749. وتغير تفسير هذه الكلمة عبر التاريخ. ارتبط تطور علم الإحصاء بالدول ذات السيادة، خاصةً الدول الأوروبية بعد صلح وستفاليا (1648)، وبتطور نظرية الاحتمالية، التي تضع علم الإحصاء أساسًا لنظرياتها.
مبكرًا، اقتصر مفهوم الإحصاء على بعض المعلومات عن الدول، مثل تعداد السكان. توسع علم الإحصاء لاحقًا ليشمل مجموعات المعلومات من كل الأنواع، واتسع حديثًا ليشمل تحليل وتفسير مثل هذه البيانات، وفي مفهومنا الحديث يعني الإحصاء مجموعتين من البيانات التي جُمعت. مثل الحسابات القومية وتسجيل درجات الحرارة، والعمل التحليلي الذي يتطلب الاستدلال الإحصائي. ترتبط النشاطات الإحصائية عادةً بنماذج يُعبر عنها باستخدام الاحتمالات، ومن ثم تتصل بنظرية الاحتمالات مباشرةً. تجعل التطبيقات الكبيرة لمعالجة البيانات من الإحصاء تطبيقًا مهمًا للحوسبة. تؤثر المفاهيم الإحصائية في مجموعة واسعة من العلوم، تشمل تصميم التجارب والاستدلال الإحصائي.

## تمهيد
في بداية القرن الثامن عشر، نشأ مصطلح الإحصاء وارتبط بالمجموعات المنهجية الديموغرافية والبيانات الاقتصادية للدول، تمثلت هذه البيانات في جداول الموارد المادية والبشرية، واستُخدمت لفرض الضرائب أو في الاستخدامات العسكرية. وفي بداية القرن التاسع عشر، تزايد جمع البيانات وتوسع مفهوم الإحصاء ليتضمن الاهتمام الواضح بجمع البيانات وتلخيصها وتحليلها. واليوم تُجمع البيانات، وتُحسَب الإحصاءات وتُستخدم على نطاق واسع في الحكومات والأعمال وأغلب العلوم والرياضيات. ساعدت الحواسيب على تسريع إجراء الحساب الإحصائي، مع تسهيل جمع البيانات وتصنيفها. يمتلك محلل البيانات مجموعة من الملفات المحتوية على بيانات تتضمن ملايين التسجيلات، يتضمن كل منها عشرات إلى مئات القياسات المنفصلة. جُمعت خلال الوقت من طريق عمليات الحاسوب (مثل بيانات البورصة) أو المستشعرات الحاسوبية وتسجيل نقاط البيع. تنتج الحواسيب ملخصات واضحة ودقيقة، وتسمح بالمزيد من التحليل الدقيق، يتطلب مثل هذا التحليل تحويل مصفوفة كبيرة أو تنفيذ المئات من الخطوات المتكررة، التي لا يمكن القيام بها يدويًا. تسمح العمليات الحاسوبية السريعة للإحصاء بتطوير طرق الحاسوب المكثف، التي تنظر إلى كل أساسيات التغيير أو العشوائية للبحث في 10 آلاف تبديل للمشكلة، لتقدير الإجابات التي لا يمكن قياسها نظريًا فقط.
يحدد مفهوم الإحصاء الرياضي النظريات الرياضية للاحتمالية والتداخل الإحصائي، المستخدم في الممارسة الإحصائية. تطورت العلاقة بين الإحصاء ونظرية الاحتمالية لاحقًا. في القرن التاسع عشر، تزايد استخدام الإحصاء لنظرية الاحتمالية، التي توصلت إلى نتائج، خاصةً في تحليل ألعاب الحظ (القمار).
سنة 1800 استخدم علم الفلك نماذج الاحتمالية، خاصةً طريقة المربع الأصغر. استُخدمت نظرية الاحتمالية الأولية والإحصاء في القرن التاسع عشر، واستخدم علماء الاجتماع السببية الإحصائية ونماذج الاحتمالية لتطوير العلوم الجديدة للسايكولوجيا الاختبارية وعلم الاجتماع، واستخدمها علماء الفيزياء المختصون في الديناميكا الحرارية وميكانيكا الإحصاء.
ارتبط تطور السببية الاحصائية بتطور المنطق الاستقرائي والمنهج العلمي، وأصبح العمل النظري أسهل مع تطور الحواسيب. وفي السبعينيات أصدر (جون) و(كوتز) ملخصًا للتوزيع الإحصائي في 4 مجلدات، والذي لايزال مصدرًا قيمًا حتى الآن.
لا يُعَد الإحصاء التطبيقي فرعًا من فروع الرياضيات بل علمًا مستقلًا، مثل علوم الكومبيوتر وأبحاث العمليات. على عكس الرياضيات، تعود أصول الإحصاء إلى الإدارة العامة. نشأت التطبيقات مبكرًا في الديموغرافيا والاقتصاد. نطاقات واسعة من الاقتصاد الجزئي والكلي اليوم هي (إحصائيات)، مع التركيز على تحليل السلاسل الزمنية، وعلى التعلم من البيانات والتوصل إلى أفضل التوقعات، تُشكَّل الإحصاءات أيضًا من طريق مجالات البحث الأكاديمي، متضمنةً الاختبار النفسي والطب وعلم الأوبئة. تتداخل أفكار الاختبار الإحصائي كثيرًا مع علم القرار. مع الاهتمام بالبحث وتقديم البيانات بفعالية، تتداخل الإحصائيات مع علوم المعلومات وعلوم الكومبيوتر.

## علم الأصول
يُشتق مصطلح الإحصائيات من الكلمة اللاتينية (statisticum collegium) التي تعني مجلس الدولة، والكلمة الإيطالية (statista) التي تعني رجل الدولة أو السياسي. أما المصطلح الألماني (Statistik)، الذي قدمه لأول مرة جوتفريد آخنوال عام 1749، فقد حدد في الأصل تحليل البيانات حول الدولة، ما يدل على (علم الدولة)، ثم سُمى (الحساب السياسي) باللغة الإنجليزية، واكتسب معنى جمع وتصنيف البيانات عمومًا في أوائل القرن التاسع عشر. قدمه إلى اللغة الإنجليزية سنة 1791 السير جون سينكلير، عندما نشر أول مجلد من 21 مجلدًا بعنوان الحساب الإحصائي لأسكتلندا.
كان الغرض الأساسي أن تستخدم الهيئات الإدارية الحكومية (المركزية غالبًا) البيانات. يستمر جمع البيانات حول الولايات والمحليات، غالبًا من طريق الخدمات الإحصائية الوطنية والدولية، توفر التعدادات معلومات محدثة باستمرار عن السكان. كان أول كتاب يتضمن عنوانه مصطلح (إحصاء) هو (مساهمات في الإحصائيات الحيوية) عام 1845 تأليف فرانسيس نييسون.

## أصل نظرية الاحتمالية
استُخدمت الأشكال الأساسية للإحصاءات منذ بداية الحضارة. طالما جمعت الإمبراطوريات القديمة تعدادات السكان أو سجلت التجارة في السلع المختلفة. كانت سلالة هان والإمبراطورية الرومانية من أوائل الدول التي جمعت بيانات على نطاق واسع عن عدد سكان الإمبراطورية والمساحة الجغرافية والثروة.
يعود استخدام الأساليب الإحصائية إلى القرن الخامس قبل الميلاد على الأقل. يصف المؤرخ ثوقيديدِس في كتابه تاريخ الحرب البيلوبونيسية كيف حسب الأثينيون ارتفاع جدار بلاتيا بحساب عدد الأحجار في جزء غير ملاصق من الجدار بالقرب منهم بما يكفي حتى يتمكنوا من عدهم. وكرر العد عدة مرات عدد من الجنود. ثم تحديد القيمة الأكثر شيوعًا (النمط حسب المصطلح الحديث) لتكون القيمة الأكثر احتمالًا لعدد الأحجار. سمح ضرب هذه القيمة بارتفاع الحجر المستخدم في الجدار للأثينيين بتحديد ارتفاع الدرجات اللازمة لتسلق الجدران.
طور الخليل بن أحمد الفراهيدي (717-786 م)، وهو عالم رياضيات عربي يدرس علم التشفير، أشكال الاحتمالات والإحصاءات. كتب كتاب رسائل التشفير الذي يحتوي على أول استخدام للمبدلات والتركيبات لسرد جميع الكلمات العربية الممكنة مع أو دون حروف العلة.
عُثر على أقرب كتاب عن الإحصائيات في كتاب عربي من القرن التاسع بعنوان (مخطوطة فك رموز الرسائل المشفرة)، كتبه الكِنْدي (801-873). قدم الكندي في كتابه وصفًا مفصلًا لكيفية استخدام الإحصائيات وتحليل التردد لفك تشفير الرسائل المشفرة. يمكن القول إن هذا النص أدى إلى ولادة كل من الإحصاءات وتحليل الشفرات. وضع الكندي أول استخدام معروف للاستدلال الإحصائي، وطور الأساليب الإحصائية المبكرة لفك تشفير الرسائل المشفرة. كانت مساهمة ابن عدلان (1187-1268) في حجم العينة مهمةً لاستخدام تحليل التردد.

## مساهمون مهمون في علم الإحصاء
| - توماس بايز - جورج بوكس - بافنوتي تشيبيشيف - ديفيد كوكس - جرترود ماري كوكس - هارالد كرامر - برادلي إيفرون - رونالد فيشر - فرانسيس غالتون | - كارل فريدريش غاوس - الكندي - أندريه كولموغوروف - بيير لابلاس - إريك ليو ليمان - ألكسندر ليابونوف - أبراهام دي موافر - جيرزي نيمان - فلورنس نايتينجيل | - بليز باسكال - كارل بيرسون - شارل ساندرز بيرس - أدولف كويتيليت - والتر شويهارت - تشارلز سبيرمان - تشارلز إم. شتاين - ثورفالد ن. ثييل - أبراهام والد |